# واد قريش
وادي قريش (سابقا Climat de France) بلدية جزائرية واقعة في ضواحي مدينة الجزائر العاصمة وهي إحدى بلديات ولاية الجزائر تابعة لدائرة باب الوادي.
- عدد سكان البلدية 46 182 نسمة (إحصاء : 2008) [1]
- الرمز البريدي 16011

## تاريخ
- كانت منطقة كليمات دو فرانس الواقعة على مرتفعات باب الواد تابعة لجماعة الأبيار، عندما بدأت أشغال بناء 4000 شقة HLM في عام 1954.

## جغرافيا
| باب الوادي     | بولوغين |         |
| القصبة         | إسم ؟   | بوزريعة |
| الجزائر الوسطى | الأبيار | الأبيار |

## مواضيع ذات صلة
- تاريخ ولاية الجزائر
- بلديات ولاية الجزائر
- دوائر ولاية الجزائر

### وصلات خارجية
- الجريدة الرسمية الصادرة بتاريخ 19/12/1984, صفحة 1513, التي تحدد حدود البلدية